# Список покемонов (202—251)
| Списки покемонов | Списки покемонов | Списки покемонов | Списки покемонов | Списки покемонов | Списки покемонов | Списки покемонов | Списки покемонов |
| ---------------- | ---------------- | ---------------- | ---------------- | ---------------- | ---------------- | ---------------- | ---------------- |
| 152—201          | 152—201          | 152—201          | ← 202-251 →      | 252—299          | 252—299          | 252—299          | 252—299          |

Покемо́ны (яп. ポケモン покэмон) — это вымышленные существа, играющие центральную роль в серии игр, манге и аниме «Покемон». Покемоны обладают различного рода сверхъестественными способностями; по роду способностей их делят на типы, классификацию по стихийной принадлежности. Некоторые покемоны принадлежат сразу к двум типам, сочетая их свойства. Во вселенной «Покемона» люди, называющие себя тренерами покемонов, ловят их и тренируют для участия в боях с покемонами других тренеров. Непосредственно сами тренеры не принимают участия в боях: сражаются только покемоны, которым хозяева дают команды, какую атаку или способность применить. Бои проходят до момента, пока один из покемонов не падает без сознания или его тренер не сдаётся, — до смерти схватки не происходят никогда. Для ловли и транспортировки покемонов используются так называемые покеболы — карманные приспособления в форме шара. При достижении определённых условий покемон способен эволюционировать — преобразоваться в свою развитую форму, которая считается как отдельный вид от предыдущей и которая является сильнее.
В данном списке отображены виды покемонов с #202 по 251 по нумерации Покедекса, внутриигровой энциклопедии по покемонам.

## Параметры
- Номер покемона по нумерации Покедекса.
- Имя покемона в русском и японском вариантах.
- Тип или типы по стихийной принадлежности, к которому или к которым принадлежит покемон.
- Вид покемона, указанный в Покедексе.
- Рост и вес покемона в метрической системе счисления, указанные в играх.
- Предыдущая эволюционная форма покемона. Если у этого вида покемонов нет предыдущей формы, это помечается отдельно.
- Следующая эволюционная форма покемона и её условия. Если покемон не эволюционирует, это помечается отдельно.

## Список

### #202—#210
| Номер | Имя                                 | Тип         | Вид        | Рост  | Вес     | Эволюция из: | Эволюция в: |
| --- | ----------------------------------- | ----------- | ---------- | ----- | ------- | ------------ | ----------- |
| #202 | Воббафе́т (яп. ソーナンス Со: нансу) | Психический | Терпеливый | 1,3 м | 28,5 кг | Винаут       | —           |
| Воббафе́т (яп. ソーナンス Со: нансу, англ. Wobbuffet) — покемон психического типа. Он ненавидит солнечный свет и шоковое состояние. Чтобы его тело отразило контрудар, этот покемон раздувается. Воббафет часто соревнуется с Покемонами своего вида, например, существа могут попытаться узнать, какое из них может выдержать дольше без пищи. Тренеры должны остерегаться этой привычки своих питомцев. Этот покемон ничего не делает, кроме как терпит атаки — он не будет атаковать сам по себе, но Воббафет не сможет выдержить атаки на хвост. Говорят, что в его маленьком чёрном хвосте таится секрет, потому что он постоянно пытается его скрыть, например, проживая в темной пещере или прогуливаясь исключительно ночью. В аниме-сериале Воббафет появился в 146 серии после случайного обмена Джесси из Команды «Р». Воббафет стал известен благодаря интернет-мемам, где пользователи и поклонники Pokémon сравнивали его с крипером (англ. Creeper) из компьютерной игры Minecraft. Редактор сайта GamesRadar Реймонд Падилла сравнила его с голубой упаковкой «Jell-O», женская же его особь носит губную помаду «Revlon Toast of New York», а также она отметила, что это один из самых сложных и раздражающих покемонов. Кэролайн Гудмундсон на том же сайте сочла его совершенно потрясающим, «и его точно можно легко поймать». IGN охарактеризовал этого покемона как «большого синего хама», при том дополнив, что если вы действительно решили поднять ему опыт, то приготовьтесь провести с ним вечность и один день. Pokemon of the Day менее строго оценила Воббафета: «Этот покемон для тебя на сегодня и навсегда». |                                     |             |            |       |         |              |             |

| Номер | Имя                                  | Тип                 | Вид         | Рост  | Вес     | Эволюция из: | Эволюция в:                                            |
| --- | ------------------------------------ | ------------------- | ----------- | ----- | ------- | ------------ | ------------------------------------------------------ |
| #203 | Жира́фариг (яп. キリンリキ Киринрики) | Обычный Психический | Длинная шея | 1,5 м | 41,5 кг | —            | Фаригариф (обучив после повышения уровня, Двойной Луч) |
| Жира́фариг (яп. キリンリキ Киринрики, англ. Girafarig) — покемон обычного и психического типа. Реальным прототипом этого покемона является жираф. Его хвост в задней части тела, который служит небольшим мозгом, может кусать сам по себе, если он замечает манящий запах, либо врага, пытающегося подкрасться сзади.Когда покемон в опасности, то его хвост использует таинственные силы, чтобы отпугнуть врага.Задняя голова может следить за окружающей средой 24 часа в сутки, притом никогда не уснуть. Один из редакторов сайта IGN был немного напуган, когда ему попалась эта «штука» в Pokémon Stadium 2, но посоветовал игрокам дать Жирафаригу шанс. Другой редактор, Джек Ди Врайс, был удивлен странному существу, растущему из задней части данного покемона, и предположил, что мама этого покемона была жирафом, а папа — Кусалкин на цепи из игры Super Mario Bros. 3. Рецензент Polygon опубликовал ранний дизайн Жирафарига, назвав его пугающим из-за второй теневой сходственной головы, которая находилась сзади покемона. |                                      |                     |             |       |         |              |                                                        |

| Номер | Имя                                 | Тип       | Вид       | Рост  | Вес    | Эволюция из: | Эволюция в:        |
| --- | ----------------------------------- | --------- | --------- | ----- | ------ | ------------ | ------------------ |
| #204 | Пайне́ко (яп. クヌギダマ Кунугидама) | Насекомый | Мешочница | 0,6 м | 7,2 кг | —            | Форретрес (ур. 31) |
| Пайне́ко (яп. クヌギダマ Кунугидама, англ. Pineco) — покемон насекомого типа. Пайнеко имеет сходство с сосновой шишкой, так как эта оболочка защищает его от птиц, которые клюют по ошибке. Сам по себе он не двигается, а лишь висит на дереве и ожидает свою добычу, обычно летающих насекомых. Если кто-то трясет дерево с Пайнеко, то он падает на землю и внезапно взрывается. Покемон любит, когда его оболочка толстая, по-этому он заворачивается в кору дерева, притом его дополнительный вес не беспокоит. Чтобы кора прилипла к его телу, он выплёвывает жидкость, которая после утолщения оболочки при контакте с воздухом затвердевает. |                                     |           |           |       |        |              |                    |

| Номер | Имя                                 | Тип                | Вид       | Рост  | Вес      | Эволюция из: | Эволюция в: |
| --- | ----------------------------------- | ------------------ | --------- | ----- | -------- | ------------ | ----------- |
| #205 | Фо́рретрес (яп. フォレトス Форэтосу) | Насекомый Стальной | Мешочница | 1,2 м | 125,8 кг | Пайнеко      | —           |
| Фо́рретрес (яп. フォレトス Форэтосу, англ. Forretress) — эволюционная форма Пайнеко. Стальная оболочка покрывает все его тело, но ее твердые кусочки начинают выстреливать во всех, кто находится рядом. Это условный рефлекс Форретресса. Эти покемоны неподвижно висят на толстой ветке дерева. Когда он ловит добычу и проглатывает её, внутренности увидеть не возможно из-за быстроты действия. До сих пор неизвестно, что внутри этого покемона. |                                     |                    |           |       |          |              |             |

| Номер | Имя                             | Тип     | Вид           | Рост  | Вес   | Эволюция из: | Эволюция в:                                            |
| --- | ------------------------------- | ------- | ------------- | ----- | ----- | ------------ | ------------------------------------------------------ |
| #206 | Да́нспарс (яп. ノコッチ Нокотти) | Обычный | Земляная змея | 1,5 м | 14 кг | —            | Даданспарс (обучив после повышения уровня, Гипердрель) |
| Да́нспарс (яп. ノコッチ Нокотти, англ. Dunsparce) — покемон-змея. Этот покемон прячется глубоко по землей, куда не проникает свет, оставаясь там неподвижным. Если его кто-то заметит, то Данспарс с помощью своего хвоста-дрели начнет зарываться в землю. Также покемон, имея на своем теле небольшие крылышки, умеет плавать. Их гнезда имеют очень сложную структуру. Данспарсы мирно делят между собой туннели с Дигглетами. Образ Данспарса основан на криптиде из японской мифологии — Цутиноко; Лукас Салливан из GamesRadar подметил, что отсылку на это существо вы можете подметить в таких играх как Metal Gear Solid 3: Snake Eater и Castlevania: Aria of Sorrow. Одному из редакторов IGN этот покемон напомнил маленького Будду с закрытыми глазами, пухленьким брюшком и постоянной ухмылкой. Official Nintendo Magazine зарекомендовал Данспарса как лучшего покемона, чтобы раздражать оппонентов. |                                 |         |               |       |       |              |                                                        |

| Номер | Имя                               | Тип               | Вид               | Рост  | Вес     | Эволюция из: | Эволюция в:                        |
| --- | --------------------------------- | ----------------- | ----------------- | ----- | ------- | ------------ | ---------------------------------- |
| #207 | Гла́йгар (яп. グライガー Гурайга:) | Земляной Летающий | Летающий скорпион | 1,1 м | 64,8 кг | —            | Глайскор (Держа Клык Бритвы ночью) |
| Гла́йгар (яп. グライガー Гурайга:, англ. Gligar) — покемон земляного и летающего типа. Он имеет способность беззвучно летать по воздуху, что дает ему возможность охотиться или атаковать. Когда Глайгар видит добычу, то начинает незаметно к ней подлетать и вцепляется своими большими клешнями в ее лицо, вводя в нее яд с помощью крючка на тельсоне. Эти покемоны строят свои гнезда на вершинах скал, таким образом, облегчая свою охоту, наблюдая сверху за всем происходящим. |                                   |                   |                   |       |         |              |                                    |

| Номер | Имя                                 | Тип               | Вид           | Рост  | Вес    | Эволюция из: | Эволюция в: |
| --- | ----------------------------------- | ----------------- | ------------- | ----- | ------ | ------------ | ----------- |
| #208 | Сти́ликс (яп. ハガネール Хаганэ: ру) | Стальной Земляной | Железная змея | 9,2 м | 400 кг | Оникс        | —           |
| Сти́ликс (яп. ハガネール Хаганэ: ру, англ. Steelix) — финальная форма Оникса. Он отличается большими размерами, как и своя начальная эволюционная форма, которая, по слухам, если проживает более 100 лет, то по мере накопления в теле железа трансформируется в алмазного Стиликса. Мелкие частицы металла, покрывающие его, отражают яркий свет. По сохранившимся записям известно, что этот покемон смог достичь глубины более 1 километра по мере приближения к ядру Земли. Это доказывает его прочнее любых металлов, закаленное под высокой температурой и давлением, тело. Зрение Стиликса отличное даже под толщей земли. При использования мега-камня для Стиликса, Стиликс станет Мега Стиликсом. Журнал Official Nintendo Magazine добавил Стиликса в список лучших покемонов для борьбы против других тренеров. Редакторы сайта IGN, несмотря на его неудачный дизайн, также отметили этого покемона как фаворита среди многих тренеров. По оценке этого же сайта Стиликс попал на 80-е место среди ста лучших покемонов, посчитав его "хоть и не классическим, как Оникс, но все же довольно хорошим, чтобы принять его эволюционную форму как легитимную". Учёные из Лестерского университета смогли рассчитать правдоподобность эволюции Оникса в Стиликса: для этого потребуется давление 4,5–6 гигапаскалей при температуре от 900 до 1300 °C в течение миллиардов лет. В итоге они пришли к выводу, что в результате он будет значительно меньше, чем указано в записях Покедекса, и поэтому этот покемон считается неправдоподобным. |                                     |                   |               |       |        |              |             |

| Номер | Имя                         | Тип       | Вид | Рост  | Вес    | Эволюция из: | Эволюция в:      |
| --- | --------------------------- | --------- | --- | ----- | ------ | ------------ | ---------------- |
| #209 | Снаббу́лл (яп. ブルー Буру:) | Волшебный | Фея | 0,6 м | 7,8 кг | —            | Грэнбулл (ур.23) |
| Снаббу́лл (яп. ブルー Буру:, англ. Snubbull) — покемон-фея. Несмотря на свою довольно противную внешность, Снаббулл добрый и ласковый, из-за чего имеет популярностью среди женщин. Он достаточно игривый и немного трусливый покемон, но стоит ему обнажить свои клыки и сделать страшную гримасу, как противник сразу обойдёт его стороной. По этому Снаббулл старается не показывать свой лик, что как правило, является причиной тоскливости. Может спокойно спать полдня благодаря более спокойному характеру. По версии сайта GamesRadar Снаббулл входит в список покемонов, вселяющих тревогу. Лукас Салливан и Бретт Элстон считают способность покемона притягивать женщин благодаря нежности и обаятельности может послужить почвой для того, чтобы серии игр Pokemon стали «только для взрослых» (англ. Adults-Only game). Редакция Pokemon of the Day Chick отметила Снаббулла, как определенно хорошего, добавив, что не хочет рисковать собственной шкурой из-за своей отрицательной оценки на него, потому что многие люди обожают этого «пухлого циркового щеночка». |                             |           |     |       |        |              |                  |

| Номер | Имя                                 | Тип       | Вид | Рост  | Вес     | Эволюция из: | Эволюция в: |
| --- | ----------------------------------- | --------- | --- | ----- | ------- | ------------ | ----------- |
| #210 | Грэнбу́лл (яп. グランブル Гурамбуру) | Волшебный | Фея | 1,4 м | 48,7 кг | Снаббулл     | —           |
| Грэнбу́лл (яп. グランブル Гурамбуру, англ. Granbull) — эволюционная форма Снаббулла. В отличие от предыдущей эволюции, робок и слегка напуган, что как правило, атаковать Грэнбулл сам не начинает. Поскольку его клыки тяжелые, он вынужден нагибать голову вниз, но развитая нижняя челюсть помогает сохранять равновесие. Этот небольшой изъян заменяет его мощная атака «Укус»(англ. Bite). Оскал этого покемона может повергнуть в ужас любого покемона. |                                     |           |     |       |         |              |             |

### #211—#221
| Номер | Имя                                | Тип              | Вид           | Рост  | Вес    | Эволюция из: | Эволюция в: |
| --- | ---------------------------------- | ---------------- | ------------- | ----- | ------ | ------------ | ----------- |
| #211 | Квилфи́ш (яп. ハリーセン Хари: сэн) | Водяной Ядовитый | Воздушный шар | 0,5 м | 3,9 кг | —            | —           |
| Квилфи́ш (яп. ハリーセン Хари: сэн, англ. Qwilfish) — покемон водяного и ядовитого типа. Квилфиш может всасывать в себя 10 литров воды для выстрелов токсина из своих шипов. Покрывающие тело шипы этого покемона развивались из чешуи. Не стоит забывать о том, что во время раздувания до размеров противника, плавать Квилфишу не удается. |                                    |                  |               |       |        |              |             |

| Номер | Имя                           | Тип                | Вид       | Рост  | Вес    | Эволюция из: | Эволюция в: |
| --- | ----------------------------- | ------------------ | --------- | ----- | ------ | ------------ | ----------- |
| #212 | Ски́зор (яп. ハッサム Хассаму) | Насекомый Стальной | Клешневой | 1,8 м | 118 кг | Скайтер      | —           |
| Ски́зор (яп. ハッサム Хассаму, англ. Scizor) — покемон насекомого и стального типа, развитая форма Скайтера. Его тело твердое, сравнимое со сталью. Чтобы оно не нагрелось в ходе битвы с противником, Скизор очень быстро машет своими маленькими крылышками, тем самым регулирую температуру тела. В противном случае, тело бы расплавилось. Перед атакой, этот покемон поднимает свои стальные клешни с пририсованными глазами, чтобы напугать врага. Обычные атаки его не тревожат. При использовании Скизорита, Скизор станет Мега Скизором. |                               |                    |           |       |        |              |             |

| Номер | Имя                          | Тип                | Вид     | Рост  | Вес     | Эволюция из: | Эволюция в: |
| --- | ---------------------------- | ------------------ | ------- | ----- | ------- | ------------ | ----------- |
| #213 | Ш́акл (яп. ツボツボ Цубоцубо) | Насекомый Каменный | Плесень | 0,6 м | 20,5 кг | —            | —           |
| Ш́акл (яп. ツボツボ Цубоцубо, англ. Shuckle) — покемон насекомого и каменного типа. Шакл тихо прячется в своем твердом панцире под камнями, тем самым избегая атаки противников. В это время он может поедать хранящиеся ягоды внутри его вазе-подобной оболочки. На самом деле, эти ягоды разлагаются и смешиваются с его биологическими жидкостями, постепенно превращаясь в наподобие липкого, густого сока. |                              |                    |         |       |         |              |             |

| Номер | Имя                                   | Тип              | Вид       | Рост  | Вес   | Эволюция из: | Эволюция в: |
| --- | ------------------------------------- | ---------------- | --------- | ----- | ----- | ------------ | ----------- |
| #214 | Гера́кросс (яп. ヘラクロス Хэракуросу) | Насекомый Боевой | Однорогий | 1,5 м | 54 кг | —            | —           |
| Гера́кросс (яп. ヘラクロス Хэракуросу, англ. Heracross) — покемон насекомого и боевого типа. Этот покемон обладает геркулесовыми способностями, так как умеет разбрасывать объекты в 100 раз превышающих его вес. По-этому он атакует противника, подбирая его своим мощным рогом и швыряя в сторону. Надежной опорой для этого служат острые когти на ногах, а тело же полностью состоит из стали. При таком раскладе Геракросс может свалить массивное дерево. Обычно этот покемон набрасывается на тех, кто его потревожил. Геракроссы могут собираться группой для поисков сладких древесных соков в лесу. При использовании мега камня для Геракросса, он станет Мега Геракроссом. |                                       |                  |           |       |       |              |             |

| Номер | Имя                          | Тип            | Вид           | Рост  | Вес   | Эволюция из: | Эволюция в:                        |
| --- | ---------------------------- | -------------- | ------------- | ----- | ----- | ------------ | ---------------------------------- |
| #215 | Снизе́л (яп. ニューラ Ню: ра) | Тёмный Ледяной | Острый коготь | 0,9 м | 28 кг | —            | Вивайл (Держа Коготь Бритвы ночью) |
| Снизе́л (яп. ニューラ Ню: ра, англ. Sneasel) — покемон темного и ледяного типа. Снизел раскрывает свои острые когти при нападении с врагом для устрашения. Он прячется ночью, чтобы начать атаковать противника. Также пока враг двигается, этот покемон не перестанет его атаковать. Его пищей являются яйца птиц, по-этому он может обворовать, неохраняемые самками и самцами, гнезда. Если это пара Снизелов, то они очень умные и подлые, так как один из них крадет яйца, а другой — отвлекает родителей будущих птенцов. Частыми жертвами Снизелов становятся именно Пиджи, у которого эти покемоны опустошают целые гнезда. |                              |                |               |       |       |              |                                    |

| Номер | Имя                               | Тип        | Вид        | Рост  | Вес    | Эволюция из: | Эволюция в:      |
| --- | --------------------------------- | ---------- | ---------- | ----- | ------ | ------------ | ---------------- |
| #216 | Теддиу́рса (яп. ヒメグマ Химэгума) | Нормальный | Медвежонок | 0,6 м | 8,8 кг | —            | Урсаринг (ур.30) |
| Теддиу́рса (яп. ヒメグマ Химэгума, англ. Teddiursa) — покемон-медвежонок. Когда этому покемону выпала удача найти мед, то его луноподобный знак светится. Из-за меда он постоянно облизывает лапы, при том каждая имеет свой уникальный вкус. Теддиурса может приготовить собственный мед, смешав фрукты с пыльцой Бидрилл. У этого покемона есть привычка хранить пищу в разных потайных местах зимой во время отсутствия еды. |                                   |            |            |       |        |              |                  |

| Номер | Имя                             | Тип        | Вид        | Рост  | Вес      | Эволюция из: | Эволюция в:                                           |
| --- | ------------------------------- | ---------- | ---------- | ----- | -------- | ------------ | ----------------------------------------------------- |
| #217 | У́рсаринг (яп. リングマ Рингума) | Нормальный | Выжидающий | 1,8 м | 125,8 кг | Теддиурса    | Урсалуна (Держа Торфяной блок ночью, при полной луне) |
| У́рсаринг (яп. リングマ Рингума, англ. Ursaring) — финальная форма Теддиурсы. Довольно часто лазает по деревьям из-за чего потребности во сне и питании осуществляются на их верхушках. Но несмотря на это, у этого покемона есть привычка трясти деревья ради осыпания ягод в качестве пищи. Перед этим он может оставить след своих когтей на коре дерева как метку на вкусные ягоды или фрукты, растущие на нем. Обладая чувствительным обонянием Урсаринг может определить пищу даже в глубинах земли. Ходят слухи, что леса, которые населяют эти покемоны, богаты реками и высокими деревьями. |                                 |            |            |       |          |              |                                                       |

| Номер | Имя                               | Тип      | Вид  | Рост  | Вес   | Эволюция из: | Эволюция в:      |
| --- | --------------------------------- | -------- | ---- | ----- | ----- | ------------ | ---------------- |
| #218 | Сла́гма (яп. マグマッグ Магумаггу) | Огненный | Лава | 0,7 м | 35 кг | —            | Магкарго (ур.38) |
| Сла́гма (яп. マグマッグ Магумаггу, англ. Slugma) — покемон-лава. Слагма имеет магматическое тело, которое нуждается в постоянном движении, чтобы оно не застыло и не раскололось. Этот факт доказывает его вечное бессонное состояние. У этого покемона нет крови: вместо нее циркулирует горячая магма, доставляющая органам необходимые питательные вещества и кислород. Достаточно часто их можно встретить в вулканических зонах, где они постоянно ищут теплые места. Нередко Слагмы объединяются в группы. |                                   |          |      |       |       |              |                  |

| Номер | Имя                                  | Тип               | Вид  | Рост  | Вес   | Эволюция из: | Эволюция в: |
| --- | ------------------------------------ | ----------------- | ---- | ----- | ----- | ------------ | ----------- |
| #219 | Магка́рго (яп. マグカルゴ Магукаруго) | Огненный Каменный | Лава | 0,8 м | 55 кг | Слагма       | —           |
| Магка́рго (яп. マグカルゴ Магукаруго, англ. Magcargo) — развитая форма Слагмы. Его тело состоит также как у предыдущей эволюции — магмы. Но при этом температура составляет 10000C°, и когда Магкарго попадает под дождь, то покрывается густым паром, исходящим в процессе испарения попавших капель воды. Стоит только ему погрузиться в лаву, то сразу обретет свой первоначальный размер. Его хрупкая оболочка на спине на самом деле затвердевшая часть тела, ломающаяся даже от легкого прикосновения к ней. Иногда из нее может извергаться интенсивное пламя, которое циркулируется по всему телу. |                                      |                   |      |       |       |              |             |

| Номер | Имя                          | Тип              | Вид    | Рост  | Вес    | Эволюция из: | Эволюция в:       |
| --- | ---------------------------- | ---------------- | ------ | ----- | ------ | ------------ | ----------------- |
| #220 | Сви́нуб (яп. ウリムー Уриму:) | Ледяной Земляной | Свинья | 0,4 м | 6,5 кг | —            | Пайлосвин (ур.33) |
| Сви́нуб (яп. ウリムー Уриму:, англ. Swinub) — покемон-свинья. Он потирает свою мордочку о землю, чтобы найти и откопать еду. Его нос настолько устойчив, что даже мерзлый грунт не представляет проблем этому покемону. Чувство обоняния настолько сильно, что если Свинуб унюхает что-то заманчивое, то утыкается в землю и идет к источнику запаха. Таким способом он может с легкостью обнаруживает местонахождение горячих источников. Любимая пища покемона — грибы, растущие под сухой траве. |                              |                  |        |       |        |              |                   |

| Номер | Имя                             | Тип              | Вид    | Рост  | Вес     | Эволюция из: | Эволюция в:                    |
| --- | ------------------------------- | ---------------- | ------ | ----- | ------- | ------------ | ------------------------------ |
| #221 | Пайлосви́н (яп. イノムー Иному:) | Ледяной Земляной | Свинья | 1,1 м | 55,8 кг | Свинуб       | Мамосвин (Знание Древной Силы) |
| Пайлосви́н (яп. イノムー Иному:, англ. Piloswine) — эволюционная форма Свинуба. Его длинная шерсть обогревает все тело от холода, но мешает ему видеть. Благодаря своему чувствительному носу, доставшимся ему от прошедшей стадии, Пайлосвин определяет то пространство, в котором он находится. В случае атаки, его волосы на спине встают прямо. Прочные копыта на его коротких ногах противостоят скольжению льда. Лежащую глубоко подо льдом пищу, этот покемон выискивает своими бивнями. |                                 |                  |        |       |         |              |                                |

### #222—#232
| Номер | Имя                             | Тип                                                   | Вид        | Рост  | Вес  | Эволюция из: | Эволюция в:                                          |
| --- | ------------------------------- | ----------------------------------------------------- | ---------- | ----- | ---- | ------------ | ---------------------------------------------------- |
| #222 | Ко́рсола (яп. サニーゴ Сани: го) | Водяной Земляной (в новой версии - только призрачный) | Коралловый | 0,6 м | 5 кг | —            | Курсола (Эволюция Галарской формы Корсолы на ур. 38) |
| Ко́рсола (яп. サニーゴ Сани: го, англ. Corsola) — покемон водяного и земляного типа. Так как Корсолы живут в южных теплых морях, то местные люди могут организовывать сообщества, которые непременно связаны с этими покемонами. Скопления Корсол также служат «укрытием» для маленьких покемонов. Если температура воды, где они обитает снизится, то немедленно мигрируют в более благоприятные для них места. Факт того, что эти покемоны не смогут прожить в загрязненной воде можно объяснить наличием пор на голове, которые поглощают питательные, чистые вещества. Из-за грязи может испортиться и внешний вид покемона: веточки, исходящие из тела Корсолы, обесцвечиваются и рассыпаются в клочья. Но несмотря на это, есть шанс их регенерации за одну ночь. При том, ветки головы Корсолы считаются сокровищем красоты. В играх Pokemon Sworld и Shield она имеет призрачный тип и превращается в Курсолу на 38 уровне. |                                 |                                                       |            |       |      |              |                                                      |

| Номер | Имя                              | Тип     | Вид                | Рост  | Вес   | Эволюция из: | Эволюция в:       |
| --- | -------------------------------- | ------- | ------------------ | ----- | ----- | ------------ | ----------------- |
| #223 | Реморэ́йд (яп. テッポウオ Тэппо:) | Водяной | Реактивный самолет | 0,6 м | 12 кг | —            | Октиллери (ур.25) |
| Реморэ́йд (яп. テッポウオ Тэппо:, англ. Remoraid) — покемон-реактивный самолет. Из-за точного удара по добыче с расстояния более 100 метров можно сделать вывод о том, что у Реморэйда есть безупречная точность. По-этому его частой атакой является сбить противника, перед этим набрать воду и, сокращая мышцы живота, брызнув ею в него. После чего, этот покемон уплывал, используя эту «тактику выплескивания» еще раз. Перед эволюцией в Октиллери, он начинает двигаться вниз по течению реки. Реморэйд во избежание врагов может использовать свой плавник в качестве присоски к нижней части Мантайна, чтобы питаться его отходами. |                                  |         |                    |       |       |              |                   |

| Номер | Имя                             | Тип     | Вид                | Рост  | Вес     | Эволюция из: | Эволюция в: |
| --- | ------------------------------- | ------- | ------------------ | ----- | ------- | ------------ | ----------- |
| #224 | О́ктиллери (яп. オクタン Окутан) | Водяной | Реактивный самолет | 0,9 м | 28,5 кг | Реморэйд     | —           |
| О́ктиллери (яп. オクタン Окутан, англ. Octilerry) — финальная стадия эволюции Реморэйда. Его жилищами могут быть и дыры в скалах, и глубокие ямы на морском дне. Когда его время приближается ко сну, то этот покемон крадет гнезда у других Октиллери. Для того, чтобы поймать добычу или обезвредить противников, Октиллери захватывает их щупальцами и ударяет своей твердой головой. Если он имеет дело с сильным противником, то просто выплескивает на него чернила и убегает. У этих же чернил есть особенность отуплять обоняние, по-этому покемоны с хорошим чувством восприятия и различению запахов могут не рассчитывать на победу в свою пользу. |                                 |         |                    |       |         |              |             |

| Номер | Имя                                  | Тип              | Вид    | Рост  | Вес   | Эволюция из: | Эволюция в: |
| --- | ------------------------------------ | ---------------- | ------ | ----- | ----- | ------------ | ----------- |
| #225 | Делибё́рд (яп. デリバード Дэриба: до) | Ледяной Летающий | Курьер | 0,9 м | 16 кг | —            | —           |
| Делибё́рд (яп. デリバード Дэриба: до, англ. Delibird) — покемон-курьер. Он получил такое прозвище благодаря его постоянному ношению еды на себе. Эта пища для своих ожидающих птенцов, находящихся на краю горных обрывов, которые являются частым гнездованием Делибердов. Этих покемонов можно назвать настоящими исследователями за то, что им удалось достичь вершины горы Эверест, при том помогая на пути потерянным людям едой, тем самым спасая их. При атаке противника Делиберд кидается едой на него. Так как этот покемон обыкновенно носит пищу на хвосте, то от его размера зависит его главное положение в стае. |                                      |                  |        |       |       |              |             |

| Номер | Имя                              | Тип              | Вид            | Рост  | Вес    | Эволюция из: | Эволюция в: |
| --- | -------------------------------- | ---------------- | -------------- | ----- | ------ | ------------ | ----------- |
| #226 | Ма́нтайн (яп. マンタイン Мантайн) | Водяной Летающий | Воздушный змей | 2,1 м | 220 кг | Мантайк      | —           |
| Ма́нтайн (яп. マンタイン Мантайн, англ. Mantine) — покемон-воздушный змей. Это величественно и элегантно плавающий покемон, которому будет все равно на Реморэйдов, которые могут присоединиться к его нижней части тела. Мантайны спокойно плавают в открытом море в солнечные дни, когда они могут «скакать» над волнами, достигая достаточной скорости. Серфингисты восхищаются, как великолепно плавают эти водяные покемоны. |                                  |                  |                |       |        |              |             |

| Номер | Имя                                | Тип               | Вид                 | Рост  | Вес     | Эволюция из: | Эволюция в: |
| --- | ---------------------------------- | ----------------- | ------------------- | ----- | ------- | ------------ | ----------- |
| #227 | Ска́рмори (яп. エアームド Эа: мудо) | Стальной Летающий | Бронированная птица | 1,7 м | 50,5 кг | —            | —           |
| Ска́рмори (яп. エアームド Эа: мудо, англ. Skarmory) — покемон-птица. Скармори имеет полые, легкие крылья, которые позволяют ему свободно летать. Скорость же может достигать около 300 километров в час. Из-за их явной остроты, есть сведения того, что люди использовали их в качестве мечей. Раз в год изодранные крылья снова восстанавливаются до первоначального состояния. Факт отсиживания в своем гнезде времени окончания дождя объясняется легко подвергающейся коррозии, стальной броней Скармори. |                                    |                   |                     |       |         |              |             |

| Номер | Имя                             | Тип             | Вид    | Рост  | Вес     | Эволюция из: | Эволюция в:     |
| --- | ------------------------------- | --------------- | ------ | ----- | ------- | ------------ | --------------- |
| #228 | Ха́ундор (яп. デルビル Дэрубиру) | Тёмный Огненный | Темный | 0,6 м | 10,8 кг | —            | Хаундум (ур.24) |
| Ха́ундор (яп. デルビル Дэрубиру, англ. Houndour) — покемон темного и огненного типа. Командная охота Хаундоров всегда выходит на отлично. Все это благодаря разным видам лая для других таких же покемонов, чтобы тем самым обозначить преследование жертвы. Так же важной составляющей являются установлением особых мест, где находится участвующий в охоте Хаундор, чтобы загнать добычу в угол. Это все отражается и в отношении с тренером, к которому этот покемон будет достаточно предан. Если на рассвете слышен вой Хаундора, то это может означать объявление своей территории. |                                 |                 |        |       |         |              |                 |

| Номер | Имя                            | Тип             | Вид    | Рост  | Вес   | Эволюция из: | Эволюция в: |
| --- | ------------------------------ | --------------- | ------ | ----- | ----- | ------------ | ----------- |
| #229 | Ха́ундум (яп. ヘルガー Хэруга:) | Тёмный Огненный | Темный | 1,4 м | 35 кг | Хаундор      | —           |
| Ха́ундум (яп. ヘルガー Хэруга:, англ. Houndoom) — развитая форма Хаундора. Если вы получили ожог от его пламени, то боль от него никогда не исчезнет. Тем более резкий запах изо рта доказывает наличие токсинов в его теле. Его вой может испугать любого покемона, заставив того идти к своему гнезду. В стае Хаундумов лидером может стать тот, чьи рога резко уходят назад, при том выбор этого лидера проводится сражением между этими покемонами. Издревле люди считали Хаундума с зловещим воем как зов так называемого «мрачного жнеца»(англ. Grim Reaper). |                                |                 |        |       |       |              |             |

| Номер | Имя                                | Тип              | Вид    | Рост  | Вес    | Эволюция из: | Эволюция в: |
| --- | ---------------------------------- | ---------------- | ------ | ----- | ------ | ------------ | ----------- |
| #230 | Ки́нгдра (яп. キングドラ Кингудора) | Водяной Драконий | Дракон | 1,8 м | 152 кг | Сидра        | —           |
| Ки́нгдра (яп. キングドラ Кингудора, англ. Kingdra) — покемон-дракон. Среда обитания этого покемона — необитаемые глубокие подводные пещеры. Это неслучайно играет в роли долгого накопления энергии. Достаточно продолжительное время считалось, что зевание Кингдры способствует образованию водоворотов. При пробуждении и поисках пищи, этот покемон вызывает штормы или торнадо. |                                    |                  |        |       |        |              |             |

| Номер | Имя                           | Тип      | Вид         | Рост  | Вес     | Эволюция из: | Эволюция в:    |
| --- | ----------------------------- | -------- | ----------- | ----- | ------- | ------------ | -------------- |
| #231 | Фа́нпи (яп. ゴマゾウ Гомадзо:) | Земляной | Длинный нос | 0,5 м | 33,5 кг | —            | Донфан (ур.25) |
| Фа́нпи (яп. ゴマゾウ Гомадзо:, англ. Phanpy) — покемон земляного типа. Фанпи любит игриво размахиваться своим хоботом, что из-за своей силы может оказаться для тренера плачевным. Обычно это считается знаком привязанности. Тем более молодые Фанпи очень сильны и хлопают своими ушами, чтобы они остыли от зноя. Утром Фанпи принимают душ с помощью своего длинного хобота около берега реки. Когда вокруг них собираются люди, то эти покемоны поливают их, направляя струю воды. |                               |          |             |       |         |              |                |

| Номер | Имя                            | Тип      | Вид   | Рост  | Вес    | Эволюция из: | Эволюция в: |
| --- | ------------------------------ | -------- | ----- | ----- | ------ | ------------ | ----------- |
| #232 | Донфа́н (яп. ドンファン Донфан) | Земляной | Броня | 1,1 м | 120 кг | Фанпи        | —           |
| Донфа́н (яп. ドンファン Донфан, англ. Donphan) — эволюционная форма Фанпи. Высшим положением Донфана может считаться его долго отрастающие крупные бивни — если они длинные и острые, то у него большой ранг в стаде. Атака нормального покемона не оставит ни царапины на жесткой, грубой шкуре этого покемона. Самой частой атакой Донфана является свертывания в массивный клубок, а после перекатывания с большой скоростью на противника. Благодаря этому, этот покемон помогает людям уравнивать большие кочки, мешающие пройти путникам. |                                |          |       |       |        |              |             |

### #233—#242
| Номер | Имя                                  | Тип        | Вид           | Рост  | Вес     | Эволюция из: | Эволюция в:                              |
| --- | ------------------------------------ | ---------- | ------------- | ----- | ------- | ------------ | ---------------------------------------- |
| #233 | Пориго́н 2 (яп. ポリゴン2 Поригон Цу) | Нормальный | Искусственный | 0,6 м | 32,5 кг | Поригон      | Поригон-Z (Торговля Сомнительным Диском) |
| Пориго́н 2 (яп. ポリゴン2 Поригон Цу, англ. Porygon 2) — покемон нормального типа. Он является усовершенствованной версией Поригона, предназначенной для освоения космоса и исследованию планет, но при этом не умеющей управляться в невесомости. Ученые наградили Поригона искусственным интеллектом, тем самым расширив его возможности: он может демонстрировать движения или реакции, которые не были изначально в него запрограммированы. Также этому покемону под силу изучить новые жесты и эмоции. |                                      |            |               |       |         |              |                                          |

| Номер | Имя                             | Тип        | Вид         | Рост  | Вес     | Эволюция из: | Эволюция в:                                                           |
| --- | ------------------------------- | ---------- | ----------- | ----- | ------- | ------------ | --------------------------------------------------------------------- |
| #234 | Ста́нтлер (яп. オドシシ Одосиси) | Нормальный | Большой рог | 1,4 м | 71,2 кг | —            | Вайрдир (обучив приём Удар Псищитом, в особом стиле не меньше 20 раз) |
| Ста́нтлер (яп. オドシシ Одосиси, англ. Stantler) — покемон нормального типа. Изогнутые особым образом рога Стантлера поражают людей странным чувством, когда он бывает замеченным. Ради его бесценных рогов, на этих покемонов охотились почти до их истребления. Именно по-этому великолепные рога Стантлера являются дорогим произведением искусства. А круглые небольшие шарики, расположенные чуть выше головы покемона используют в качестве снотворного, предварительно их измельчив. |                                 |            |             |       |         |              |                                                                       |

| Номер | Имя                            | Тип        | Вид   | Рост  | Вес   | Эволюция из: | Эволюция в: |
| --- | ------------------------------ | ---------- | ----- | ----- | ----- | ------------ | ----------- |
| #235 | Сми́ргл (яп. ドーブル До: буру) | Нормальный | Маляр | 1,2 м | 58 кг | —            | —           |
| Сми́ргл (яп. ドーブル До: буру, англ. Smeargle) — покемон-маляр. Он подмечает свою территорию с помощью жидкости, вытекающей из кончика хвоста, подобно художнику с кистью и палитрой красок. Цвет той жидкости определяется от характера Смиргла. Тем более учеными найдено более 5000 отметок этого покемона. В городах, которых обитает большинство Смирглов, стены домов украшены красивыми граффити. Было отмечено, что чем взрослее становится покемон, то у него наблюдается привычка оставлять отметки на других Смирглов. |                                |            |       |       |       |              |             |

| Номер | Имя                           | Тип    | Вид    | Рост  | Вес   | Эволюция из: | Эволюция в: |
| --- | ----------------------------- | ------ | ------ | ----- | ----- | ------------ | --- |
| #236 | Та́йрог (яп. バルキー Баруки:) | Боевой | Драчун | 0,7 м | 21 кг | —            | Хитмонли (ур.20) (Если атака выше, чем защита) Хитмончан (ур.20) (Если защита выше, чем атака) Хитмонтоп (ур.20) (Если атака и защита одинаковы) |
| Та́йрог (яп. バルキー Баруки:, англ. Tyrogue) — покемон-драчун. Американское имя «Тайрог» образовано от фамилии известного американского боксера-профессионала Майка Тайсона. Из-за полноты энергии в его организме, этот покемон продолжает бороться, даже после поражения. Если Тайрог захочет подкачать свои боевые навыки, то бросит вызов любому встречному. Этот покемон может ударить кого-либо без предупреждения, если его игнорировать. Он будет испытывать стресс, если не тренируется каждый день. Имея в своей команде Тайрога, тренер будет вынужден регулярно тренировать разными методами. |                               |        |        |       |       |              | |

| Номер | Имя                                 | Тип    | Вид              | Рост  | Вес   | Эволюция из: | Эволюция в: |
| --- | ----------------------------------- | ------ | ---------------- | ----- | ----- | ------------ | ----------- |
| #237 | Хитмонто́п (яп. カポエラー Капоэра:) | Боевой | Стоящий на руках | 1,4 м | 48 кг | Тайрог       | —           |
| Хитмонто́п (яп. カポエラー Капоэра:, англ. Hitmontop) — покемон боевого типа, развитая форма Тайрога. В японской версии создатели назвали его в честь бразильского национального боевого искусства под названием «Капоэйра». Во время его плавного, изящного вращения вы можете сильно поранится, стоя с ним вблизи. Обычно его атакой является высоко скоростное вращение с ударами, по-своему сочетанию удивительной. С такой высокой скоростью Хитмонтоп может пробить земную кору. При передвижении этот покемон вращается медленнее, чем при борьбе. |                                     |        |                  |       |       |              |             |

| Номер | Имя                              | Тип                 | Вид      | Рост  | Вес  | Эволюция из: | Эволюция в:    |
| --- | -------------------------------- | ------------------- | -------- | ----- | ---- | ------------ | -------------- |
| #238 | Сму́чум (яп. ムチュール Мутю: ру) | Ледяной Психический | Целующий | 0,4 м | 6 кг | —            | Джинкс (ур.30) |
| Сму́чум (яп. ムチュール Мутю: ру, англ. Smoochum) — покемон ледяного и психического типа. Она часто использует свои чувствительные губы как идентификатор для объектов, к которым покемон прикасается. Смучум всегда качает головой взад-вперед, как будто готовиться что-то поцеловать. Она очень быстро бегает и легко может при этом упасть. Если этот покемон упал в лужу грязи, то проверяет чистоту губ через свое отражение в ней. |                                  |                     |          |       |      |              |                |

| Номер | Имя                              | Тип           | Вид           | Рост  | Вес     | Эволюция из: | Эволюция в:         |
| --- | -------------------------------- | ------------- | ------------- | ----- | ------- | ------------ | ------------------- |
| #239 | Элеки́д (яп. エレキッド Эрэкиддо) | Электрический | Электрический | 0,6 м | 23,5 кг | —            | Электробазз (ур.30) |
| Элеки́д (яп. エレキッド Эрэкиддо, англ. Elekid) — покемон электрического типа. Элекид накопляет электричество благодаря грозовым погодам, бегая из стороны в сторону. По слабым вспышкам электрического тока между его ушами можно понять, что этот покемон зарядился. Если вы засунете между ними свою руку, последствия могут быть плачевными. Когда он чувствует, что энергии в его организме не хватает, то начинает размахивать своими руками. Как правило, перезарядка ему необходима после случайного прикосновения к проводникам. Электричество из обычных розеток являются Элекиду «домашним питанием». |                                  |               |               |       |         |              |                     |

| Номер | Имя                     | Тип      | Вид         | Рост  | Вес     | Эволюция из: | Эволюция в: |
| --- | ----------------------- | -------- | ----------- | ----- | ------- | ------------ | ----------- |
| #240 | Ма́гби (яп. ブビィ Буби) | Огненный | Живой уголь | 0,7 м | 21,4 кг | —            | Магмар      |
| Ма́гби (яп. ブビィ Буби, англ. Magby) — покемон-уголь. Этого, на вид небольшого покемона, не стоит недооценивать: при извержении пламени из ноздрей и рта, температура его тела может достигать до 600 °C. Во время процесса из него выпадают горячие угли. Обычно Магби можно встретить в вулканических кратерах и на это есть поверье, что если вы увидите их большое скопление, то это предвещает извержению вулкана. Даже по пламени этого покемона можно сказать о его здоровье — жёлтое пламя извергается при хорошем самочувствии, а когда пламя смешивается с чёрным дымом, показывает его утомлённость. |                         |          |             |       |         |              |             |

| Номер | Имя                                | Тип        | Вид            | Рост  | Вес     | Эволюция из: | Эволюция в: |
| --- | ---------------------------------- | ---------- | -------------- | ----- | ------- | ------------ | ----------- |
| #241 | Ми́лтанк (яп. ミルタンク Мирутанку) | Нормальный | Коровье молоко | 1,2 м | 75,5 кг | —            | —           |
| Ми́лтанк (яп. ミルタンク Мирутанку, англ. Miltank) — покемон-корова. В день этот покемон дает более 20 литров молока. Для этого нужны умелые руки, ведь он может заболеть, если его не доить. Если Милтанк родила, то вкус молока после этого становится более питательным. Этот факт делает молоко Милтанк подходящим, как для больных, так усталых людей. Оно нравится взрослым и детям, потому говорят, что те дети, которые пьют это молоко, вырастают, становясь здоровыми людьми. |                                    |            |                |       |         |              |             |

| Номер | Имя                            | Тип        | Вид     | Рост  | Вес     | Эволюция из: | Эволюция в: |
| --- | ------------------------------ | ---------- | ------- | ----- | ------- | ------------ | ----------- |
| #242 | Бли́сси (яп. ハピナス Хапинасу) | Нормальный | Счастье | 1,5 м | 46,8 кг | Ченси        | —           |
| Бли́сси (яп. ハピナス Хапинасу) — покемон обычного типа. Эволюция Ченси. Бывают только самками. Как и у Ченси, у неё круглое розовое тело, и она кладет яйца в брюшную сумку. Говорят, что в этом яйце заключено счастье, и каждый, кто его ест, получает сердце, которое может быть добрым ко всем. Эмпатична: например, заботится о больных покемонах и делится яйцами с теми, кому грустно. |                                |            |         |       |         |              |             |

### #243—#251
| Номер | Имя                         | Тип           | Вид  | Рост  | Вес    | Эволюция из: | Эволюция в: |
| --- | --------------------------- | ------------- | ---- | ----- | ------ | ------------ | ----------- |
| #243 | Ра́йку (яп. ライコウ Райко:) | Электрический | Гром | 1,9 м | 178 кг | —            | —           |
| Райку (яп. ライコウ англ. Raikou) — покемон электрического типа. Райкоу впитывает скорость молний. Рык этого покемона — это шоковые волны, которые, проходя через воздух, сотрясают землю, как будто удары молний в почву. Является легендарным покемоном. |                             |               |      |       |        |              |             |

| Номер | Имя                        | Тип      | Вид    | Рост  | Вес    | Эволюция из: | Эволюция в: |
| --- | -------------------------- | -------- | ------ | ----- | ------ | ------------ | ----------- |
| #244 | Энте́й (яп. エンテイ Энтэй) | Огненный | Вулкан | 2,1 м | 198 кг | —            | —           |
| Энтей (яп. エンテイ англ. Entei) — покемон огненного типа. Энтей воплощает жар магмы. Считается, что этот покемон родился во время извержения вулкана. Он может посылать массивные сгустки огня, прожигающие все на своём пути. Является легендарным покемоном. |                            |          |        |       |        |              |             |

| Номер | Имя                          | Тип     | Вид            | Рост | Вес    | Эволюция из: | Эволюция в: |
| --- | ---------------------------- | ------- | -------------- | ---- | ------ | ------------ | ----------- |
| #245 | Су́икун (яп. スイクン Суйкун) | Водяной | Сияние(Аврора) | 2 м  | 187 кг | —            | —           |
| Суикун (яп. スイクン англ. Suicune) — покемон водяного типа. Суикун воплощает сострадание чистого источника воды. Он грациозно бежит по земле. Он обладает способностью очищать грязную воду. Является легендарным покемоном. |                              |         |                |      |        |              |             |

| Номер | Имя                                | Тип               | Вид         | Рост  | Вес   | Эволюция из: | Эволюция в: |
| --- | ---------------------------------- | ----------------- | ----------- | ----- | ----- | ------------ | ----------- |
| #246 | Ларвита́р (яп. ヨーギラス Ё:гирасу) | Земляной Каменный | Камневидный | 0,6 м | 72 кг | —            | Пьюпитар    |
| Ларвитар (яп. ヨーギラス англ. Larvitar) — покемон каменного и земляного типов. Ларвитар рождается глубоко под землей. Для того, чтобы подняться на поверхность, он должен «проесть» себе путь наверх до почвы. Пока он не сделает этого, он не увидит своих родителей. |                                    |                   |             |       |       |              |             |

| Номер | Имя                                  | Тип               | Вид             | Рост  | Вес    | Эволюция из: | Эволюция в: |
| --- | ------------------------------------ | ----------------- | --------------- | ----- | ------ | ------------ | ----------- |
| #247 | Пьюпита́р (яп. サナギラス Санагирасу) | Земляной Каменный | Твёрдый панцирь | 1,2 м | 152 кг | Ларвитар     | Тиранитар   |
| Пьюпитар (яп. サナギラス англ. Pupitar) — покемон каменного и земляного типов. Пьюпитар создает внутри себя газ, который сжимается и потом резко выходит, запуская покемона с помощью реактивного движения. Тело этого покемона очень прочное — оно не повредится, даже если ударится в железный объект. |                                      |                   |                 |       |        |              |             |

| Номер | Имя                                  | Тип             | Вид   | Рост | Вес    | Эволюция из: | Эволюция в: |
| --- | ------------------------------------ | --------------- | ----- | ---- | ------ | ------------ | ----------- |
| #248 | Тиранита́р (яп. バンギラス Бангирасу) | Земляной Темный | Броня | 2 м  | 202 кг | Пьюпитар     | —           |
| Тиранитар (яп. バンギラス англ. Tyranitar) — покемон каменного и темного типов. Тиранитар является настолько физически сильным покемоном, что он способен разрушить целую гору, чтобы сделать своё гнездо. Он часто ходит среди гор в поисках противников для битвы. Он может стать Мега Тирантиаром при использовании мега камня для него. |                                      |                 |       |      |        |              |             |

| Номер | Имя                      | Тип                  | Вид      | Рост  | Вес    | Эволюция из: | Эволюция в: |
| --- | ------------------------ | -------------------- | -------- | ----- | ------ | ------------ | ----------- |
| #249 | Лу́гия (яп. ルギア Ругиа) | Летающий Психический | Ныряющий | 5,2 м | 216 кг | —            | —           |
| Лугия (яп. ルギア англ. Lugia) — покемон психического и летающего типов. Крылья этого покемона обладают огромной силой — одним легким взмахом они могут снести несколько обычных домов. Вследствие этого, этот покемон выбрал жить вдали от людей в глубинах океана. Является легендарным покемоном. |                          |                      |          |       |        |              |             |

| Номер | Имя                      | Тип               | Вид    | Рост  | Вес    | Эволюция из: | Эволюция в: |
| --- | ------------------------ | ----------------- | ------ | ----- | ------ | ------------ | ----------- |
| #250 | Хо-О́х (яп. ホウオウ Хоо) | Огненный Летающий | Радуга | 3,8 м | 199 кг | —            | —           |
| Хо-Ох (яп. ホウオウ англ. Ho-Oh) — покемон огненного и летающего типов. Перья Хо-Оха светятся семью цветами в зависимости от наклона попадания света на крыло. Говорят, что эти перья приносят радость. По слухам, этот покемон живет буквально в шаге от радуги. Является легендарным покемоном. |                          |                   |        |       |        |              |             |

| Номер | Имя                           | Тип                  | Вид                       | Рост  | Вес  | Эволюция из: | Эволюция в: |
| --- | ----------------------------- | -------------------- | ------------------------- | ----- | ---- | ------------ | ----------- |
| #251 | Селе́би (яп. セレビィ Сэрэби:) | Психический Травяной | Путешествующий во времени | 0,6 м | 5 кг | —            | —           |
| Селеби (яп. セレビィангл. Celebi) —покемон психического и травяного типов. Селеби прибыл из будущего путём пересечения времени. Считается, что если Селеби появляется, то увидевших его ждёт яркое и прекрасное. Является мифическим покемоном. |                               |                      |                           |       |      |              |             |